# Rhoicissus magalismontanus
Rhoicissus magalismontanus är en vinväxtart som beskrevs av Anna Amelia Obermeyer. Rhoicissus magalismontanus ingår i släktet Rhoicissus och familjen vinväxter. Inga underarter finns listade i Catalogue of Life.